# Basjkieren

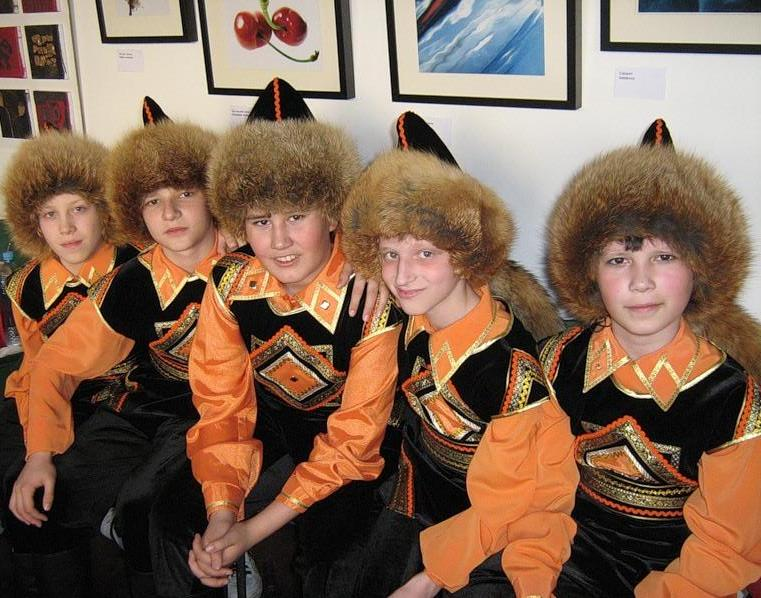
Basjkieren

De Basjkieren (Basjkiers: Башҡорт, Башҡорттар, Bashqort, Bashqorttar) zijn een Turkse volksstam in Rusland, grotendeels levend in de republiek Basjkortostan. De naam van deze republiek is van dit volk afgeleid.
Volgens de Russische volkstelling woonden er in 2010 in totaal 1.584.554 Basjkieren in de Russische Federatie, waarvan 1.172.287 in Basjkortostan.

Daarnaast wonen er groepen Basjkieren in de republiek Tatarije, alsmede in de kraj Perm en de oblasten Tsjeljabinsk, Orenburg, Koergan, Sverdlovsk, Samara en Saratov.

## Algemeen
Het gebied van de Basjkieren concentreert zich op de hellingen van de Zuidelijke Oeral en de aangrenzende vlakten. Het Basjkiers, een Turkse taal, wordt door ruim 71% van de Basjkieren gesproken; ruim 500.000 Basjkieren spreken het nauw aan het Basjkiers verwante Tataars. Vrijwel alle Basjkieren (95%) spreken ook Russisch.
De eigenbenaming van de Basjkieren is Bashqort. Dit woord bestaat uit twee delen Bash (basis, begin, hoofd) en Qort. Over de betekenis van qort, bestaan verschillende theorieën. Sommigen vertalen Qort als Wolf, anderen als Bij van bal qorto (bijen die honing verzamelen). Een andere theorie is, dat de naam Bashqort komt van de Bashgird, een Basjkierse bevelhebber uit het eerste deel van de 9e eeuw.

## Voorgeschiedenis
Het Basjkierse gebied valt min of meer samen met het oorsprongsgebied van de Hongaren, voordat deze naar het westen trokken. Vermoedelijk spraken de voorouders van de Basjkieren een met het Hongaars verwante taal. In de periode tussen de 10e en 13e eeuw kwamen zij echter onder het gezag van diverse Turkse volkeren, zoals de Petsjenegen en de Koemanen, en ten slotte van de Mongolen. De huidige taal van de Basjkieren stamt af van die van de Koemanen, wier taal in de periode van de Mongoolse heerschappij (13e tot 16e eeuw) de lingua franca van het westelijke steppegebied werd.

## Basjkierse Kozakken
Toen de Basjkieren onderdeel werden van de Russische staat, behielden ze het recht om gewapende groepen te hebben. Basjkierse cavalarie-regimenten vochten sinds de Lijflandse Oorlog aan de kant van Rusland.
Volgens een decreet van 10 april 1798 werd de Basjkierse en Misjaarse bevolking van de regio overgebracht naar een militaire stand, en verplicht om de militaire dienst aan de grens met het Kazachs Kanaat te dragen. De diensttijd duurde van het 20e tot 50e levensjaar, van 4-5 hoven werd afwisselend één persoon aangesteld.
Abazijnen ·
Abchaziërs ·
Achvachen ·
Adygeeërs ·
Aino ·
Aleoeten ·
Aljoetoren ·
Altaj (Oirot) ·
Andi ·
Armeniërs ·
Avaren ·
Azerbeidzjanen·
Balkaren ·
Baraba ·
Basjkieren ·
Bergjoden ·
Boerjaten ·
Chakassen ·
Chanten ·
Chinezen ·
Dargienen ·
Dolganen ·
Enetsen ·
Evenen ·
Evenken ·
Georgiërs ·
Grieken ·
Ingoesjen ·
Ingriërs ·
Itelmenen ·
Jakoeten ·
Joden ·
Joekagieren ·
Joepiken ·
Kabardijnen ·
Kalmukken ·
Kamtsjadalen ·
Karatsjajers ·
Kareliërs ·
Kazachen ·
Kereken ·
Ketten ·
Komi ·
Koreanen ·
Korjaken ·
Korjo-saram ·
Krim-Tataren ·
Lezgiërs ·
Mansen ·
Mari (Tsjeremissen) ·
Meschetische Turken ·
Mordwienen ·
Nanai ·
Negidalen ·
Nenetsen (Joeraken) ·
Nganasanen ·
Nivchen (Giljaken) ·
Nogai ·
Oedegen ·
Oedmoerten ·
Oekraïners ·
Oeltsjen ·
Oezbeken ·
Oroken ·
Orotsjen ·
Osseten ·
Polen ·
Pomoren ·
Rusland-Duitsers (inclusief Wolga-Duitsers) ·
Russen ·
Samen (Lappen) ·
Selkoepen ·
Sjoren ·
Sojoten ·
Tabassaranen ·
Perzen (Tadzjieken) ·
Taten ·
Teleoeten ·
Tofalaren ·
Tsachoeriërs (Caxur) ·
Tsjerkessen ·
Tsjetsjenen (Noxchi) ·
Tsjoektsjen ·
Tsjoelymen ·
Tsjoevanen ·
Tsjoevasjen ·
Turkmenen ·
Toevanen ·
Wepsen ·
Belarussen (Wit-Russen) ·
Wolga-Tataren ·
Woten